# Saison 1951-1952 de la LNH
Saison précédente Saison suivante
La saison 1951-1952 est la trente-cinquième saison de hockey sur glace de la Ligue nationale de hockey (souvent désignée par le sigle LNH). Six franchises des États-Unis et du Canada participent à la compétition qui se compose d'une phase de saison régulière de 70 matchs puis d'une phase de séries éliminatoires entre les quatre meilleures équipes de la saison régulière pour déterminer le vainqueur de la Coupe Stanley.
À l'issue de la saison régulière, ce sont les Red Wings de Détroit qui terminent à la première place du classement ; ils sont menés en attaque par Gordie Howe et Ted Lindsay, les deux meilleurs pointeurs de la LNH. Les Red Wings remportent également les séries éliminatoires en venant à bout des Maple Leafs de Toronto puis des Canadiens de Montréal en quatre matchs à chaque fois.

## Saison régulière
Conn Smythe promet une récompense de 10 000 dollars à celui qui pourrait trouver la trace de Bill Barilko, disparu dans un avion avec son dentiste, le docteur Henry Hudson, depuis le 26 août. Les restes de l'avion sont retrouvés dix ans plus tard.
Montréal ouvre la saison devant une foule de 15 100 supporters qui assistent à la victoire des Canadiens sur les Black Hawks de Chicago sur le score de 4-2 avec un but de Maurice Richard et deux de Bernard Geoffrion pour les Canadiens.
En raison des faibles affluences de Chicago, la franchise décide d'expérimenter les matchs l'après-midi. L'expérience a lieu le 20 janvier 1952 et 13 600 personnes se présentent pour assister au match, une défaite contre les Maple Leafs de Toronto sur le score de 3 buts à 1.
Au cours de la dernière soirée de matchs de la saison, le 23 mars 1952, 3 254 spectateurs voient le joueur de Chicago, Bill Mosienko inscrire le triplet le plus rapide de l'histoire de la ligue : trois buts en 21 secondes. Mosienko est assisté les trois fois par Gus Bodnar et trompe Lorne Anderson des Rangers de New York lors d'une victoire de Chicago 7 buts à 6. Pour la quatrième fois consécutive, les Red Wings de Détroit remportent le championnat.

### Classement final
Les quatre premières équipes sont qualifiées pour les séries éliminatoires.
| Clt   | Équipe                 | PJ | V  | D  | N  | BP  | BC  | Pts |
| ----- | ---------------------- | -- | -- | -- | -- | --- | --- | --- |
| +001, | Red Wings de Détroit   | 70 | 44 | 14 | 12 | 215 | 133 | 100 |
| +002, | Canadiens de Montréal  | 70 | 34 | 26 | 10 | 195 | 164 | 78  |
| +003, | Maple Leafs de Toronto | 70 | 29 | 25 | 16 | 168 | 157 | 74  |
| +004, | Bruins de Boston       | 70 | 25 | 29 | 16 | 162 | 176 | 66  |
| +005, | Rangers de New York    | 70 | 23 | 34 | 13 | 192 | 219 | 59  |
| +006, | Black Hawks de Chicago | 70 | 17 | 44 | 9  | 158 | 241 | 43  |

- Vainqueur du trophée Prince de Galles
- Qualifié pour les séries éliminatoires

### Meilleurs pointeurs
| Joueur      | Équipe   | PJ | B  | A  | Pts | Pun |
| ----------- | -------- | -- | -- | -- | --- | --- |
| Gordie Howe | Détroit  | 70 | 47 | 39 | 86  | 78  |
| Ted Lindsay | Détroit  | 70 | 30 | 39 | 69  | 123 |
| Elmer Lach  | Montréal | 70 | 15 | 50 | 65  | 36  |
| Don Raleigh | New York | 70 | 19 | 42 | 61  | 14  |
| Sid Smith   | Toronto  | 70 | 27 | 30 | 57  | 6   |

## Séries éliminatoires de la Coupe Stanley

### Arbre final
|  | Demi-finales                               | Demi-finales                      |         |   | Finale de la Coupe Stanley  | Finale de la Coupe Stanley  |
|  | Demi-finales                               | Demi-finales                      |         |   | Finale de la Coupe Stanley  | Finale de la Coupe Stanley  |
|  |                                            |                                   |         |   |                             |                             |
|  | 25, 27, 29 mars et 1er avril 1952          | 25, 27, 29 mars et 1er avril 1952 |         |   | 11, 12, 13 et 15 avril 1952 | 11, 12, 13 et 15 avril 1952 |
|  | 25, 27, 29 mars et 1er avril 1952          | 25, 27, 29 mars et 1er avril 1952 |         |   | 11, 12, 13 et 15 avril 1952 | 11, 12, 13 et 15 avril 1952 |
|  | Détroit                                    | 4                                 |         |   | 11, 12, 13 et 15 avril 1952 | 11, 12, 13 et 15 avril 1952 |
|  | Détroit                                    | 4                                 |         |   | 11, 12, 13 et 15 avril 1952 | 11, 12, 13 et 15 avril 1952 |
|  | Toronto                                    | 0                                 |         |   | 11, 12, 13 et 15 avril 1952 | 11, 12, 13 et 15 avril 1952 |
|  | Toronto                                    | 0                                 | Détroit | 4 |                             |                             |
|  | 25, 27, 30 mars, 1er, 3, 6 et 8 avril 1952 |                                   | Détroit | 4 |                             |                             |
|  |                                            | Montréal                          | 0       |   |                             |                             |
|  | Montréal                                   | Montréal                          | 0       | 4 |                             |                             |
|  | Montréal                                   |                                   |         | 4 |                             |                             |
|  | Boston                                     | 3                                 |         |   |                             |                             |
|  | Boston                                     | 3                                 |         |   |                             |                             |

### Finale de la Coupe Stanley
- 11 avril : Détroit 3-1 Montréal
- 12 avril : Détroit 2-1 Montréal
- 13 avril : Montréal 0-3 Détroit
- 15 avril : Montréal 0-3 Détroit

Terry Sawchuk réalise un exploit sans précédent en réussissant quatre blanchissages en huit matchs de série et avec une moyenne de but alloués de 0,63.

## Honneurs remis aux joueurs et équipes

### Trophées
| Trophée           | Joueur            | Équipe                 |
| ----------------- | ----------------- | ---------------------- |
| Trophée Calder    | Bernard Geoffrion | Canadiens de Montréal  |
| Trophée Art-Ross  | Gordie Howe       | Red Wings de Détroit   |
| Trophée Hart      | Gordie Howe       | Red Wings de Détroit   |
| Trophée Lady Byng | Sid Smith         | Maple Leafs de Toronto |
| Trophée Vézina    | Terry Sawchuk     | Red Wings de Détroit   |

| Trophée                  | Équipe               |
| ------------------------ | -------------------- |
| Trophée Prince de Galles | Red Wings de Détroit |
| Coupe Stanley            | Red Wings de Détroit |

### Équipes d'étoiles
| Position       | Première équipe | Première équipe       | Deuxième équipe | Deuxième équipe        |
| Position       | Joueur          | Équipe                | Joueur          | Équipe                 |
| -------------- | --------------- | --------------------- | --------------- | ---------------------- |
| Gardien de but | Terry Sawchuk   | Red Wings de Détroit  | Jim Henry       | Bruins de Boston       |
| Défenseur      | Doug Harvey     | Canadiens de Montréal | Hy Buller       | Rangers de New York    |
| Défenseur      | Red Kelly       | Red Wings de Détroit  | Jimmy Thomson   | Maple Leafs de Toronto |
| Ailier gauche  | Ted Lindsay     | Red Wings de Détroit  | Sid Smith       | Maple Leafs de Toronto |
| Centre         | Elmer Lach      | Canadiens de Montréal | Milt Schmidt    | Bruins de Boston       |
| Ailier droit   | Gordie Howe     | Red Wings de Détroit  | Maurice Richard | Canadiens de Montréal  |